# مراسم قهوه اریتره و اتیوپی

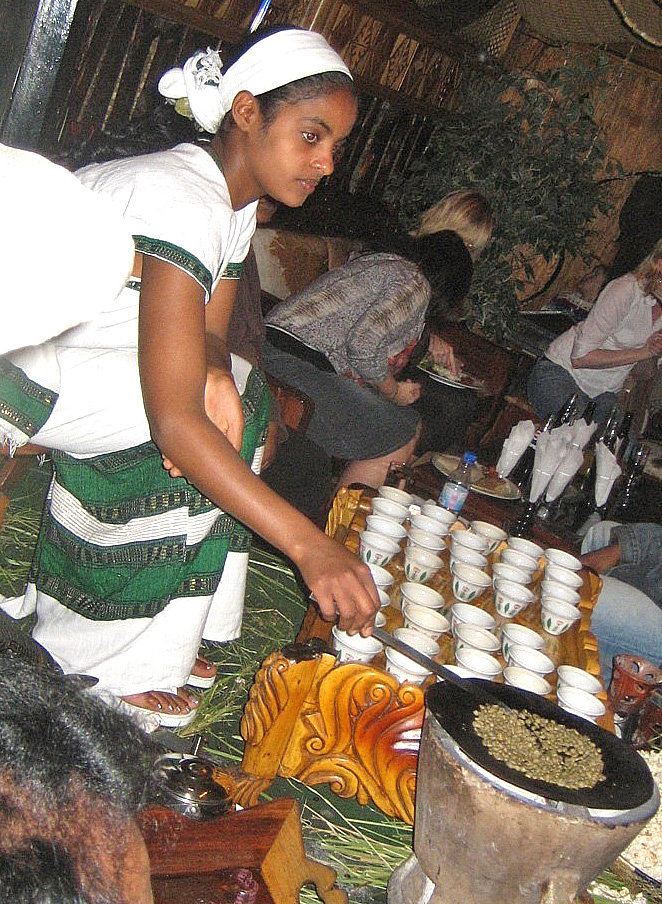
یک زن اتیوپیایی در حال برشت کردن قهوه در یک مراسم سنتی.

مراسم قهوه هابشا یک رسم فرهنگی اصلی در اتیوپی و اریتره است. یک روال روزانه سرو قهوه، عمدتاً به منظور دور هم جمع شدن با اقوام، همسایه‌ها یا سایر بازدیدکنندگان، وجود دارد. اگر مودبانه قهوه را رد کنند، به احتمال زیاد چای سرو می‌شود.
روی زمینی که مراسم قهوه‌خوری برگزار می‌شود، علف‌های پراکنده پخش می‌شود که اغلب با گل‌های کوچک زرد تزئین شده است. گاهی و به ویژه در جشن مسکل (یک جشن ارتدکس که توسط اریتره‌ها و اتیوپی‌ها جشن گرفته می‌شود) از گل‌های کاسنی استفاده می‌شود.

## دم‌کردن
این مراسم معمولاً توسط زنان خانه‌دار انجام شده و یک افتخار محسوب می‌شود. برای دم‌آوری ابتدا دانه‌های سبز قهوه روی شعله روباز در تابه برشته می‌شوند. به دنبال آن دانه‌ها با استفاده از موکچا، هاون چوبی سنتی آسیاب می‌شود. سپس دانه‌های ریز آسیاب شده را در جبنا دم می‌کنند - یک دیگ سفالی سنتی که حاوی آب جوش است و چند دقیقه روی شعله رو بازمی‌گذارند تا خوب با آب داغ مخلوط شود. عطر دل‌انگیز قهوه برشته شده در این مراسم نقش داشته و اغلب به عنوان یک رفتار گرم مهمان نوازانه با مهمانان به اشتراک گذاشته می‌شود. پس از آسیاب کردن، قهوه را چندین بار از صافی عبور می‌دهند. ظرف مورد استفاده (جبنا) معمولاً از سفال ساخته می‌شود و دارای قاعده کروی، گردن و دهانه ریختن و دسته ای است که در آن قسمت گردن به قاعده متصل می‌شود. جبنا همچنین دارای دربی پوشالی است.
این گردهمایی فراتر از یک استراحت قهوه است. این موقعیتی است که در آن عزیزان گرد هم می‌آیند تا در مورد مسائل روزمره گپ بزنند و از طریق تجربیات مشترک و آرزوهای خوب با یکدیگر ارتباط عاطفی و معنوی برقرار کنند، برای برای هم آرزوی سلامتی و موفقیت کنند.

## سرو کردن

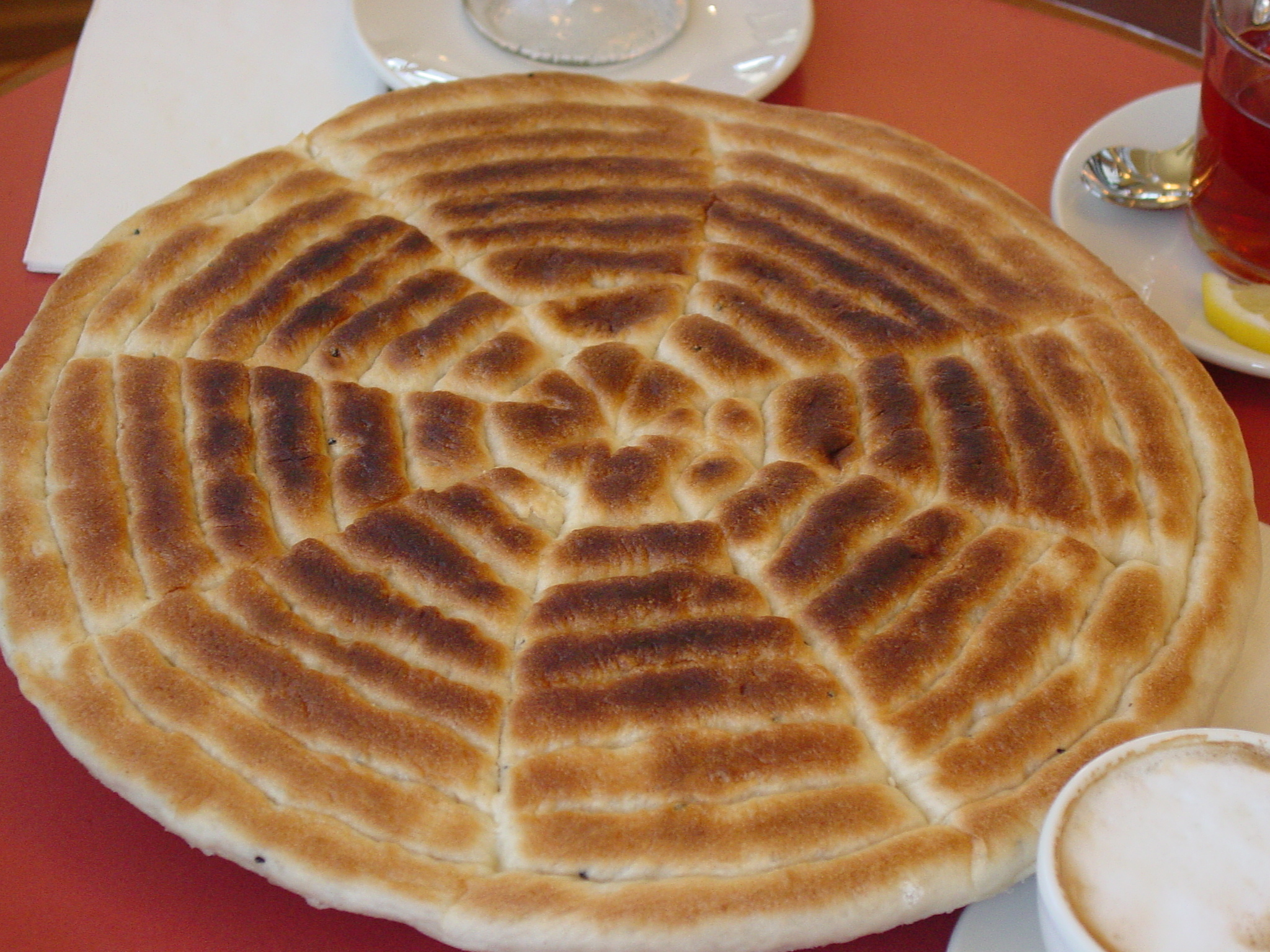
گاهی ا از آمباشا به عنوان میان‌وعده در مراسم استفاده می‌شود

میزبان با حرکت دادن دیگ کج شده روی سینی با فنجان‌های چینی کوچک و بدون دسته از ارتفاع یک پا بدون توقف تا پر شدن هر فنجان، قهوه را برای همه شرکت کنندگان می‌ریزد. مراسم قهوه ممکن است شامل سوزاندن عودهای سنتی مختلف نیز باشد. مردم به قهوه‌شان شکر اضافه می‌کنند، یا در حومه شهر، گاهی نمک یا کره سنتی (نترک کیبه)به آن می‌افزایند. این نوشیدنی با یک میان‌وعده کوچک مانند ذرت بو داده، بادام زمینی یا هیمباشا (یا آمباشا) همراه است.